# David Healy
David Jonathan Healy (Downpatrick, 5 augustus 1979) is een voormalig voetballer uit Noord-Ierland. Hij is een jeugdproduct van Manchester United en speelde daarna voor verschillende clubs in Engeland en Schotland. Hij is echter vooral bekend door zijn optredens voor het Noord-Iers nationaal elftal, waarvan hij topscorer aller tijden is met 36 doelpunten. Na zijn actieve carrière stapte Healy het trainersvak in.

## Clubcarrière
Zijn carrière bracht hem langs Manchester United, waar hij het tot drie invalbeurten wist te brengen. Later werd hij verhuurd aan Port Vale, waar hij 3 keer scoorde in 16 wedstrijden. Hij vestigde zijn naam toen hij in 2000 vertrok naar Preston North End. Healy speelde een maand op huurbasis voor Norwich City, waarna hij terugkeerde naar Preston North End. In 2004 verhuisde hij naar Leeds United waar hij tot zijn eigen frustratie vooral als supersub werd gebruikt. In 111 optredens voor Leeds scoorde hij 29 goals. In 2007 vertrok hij naar Fulham, waar hij een seizoen zou blijven spelen. Daarna werd hij gecontracteerd door Sunderland, dat hem verhuurde aan Ipswich Town en Doncaster Rovers. In de nadagen van zijn carrière speelde Healy nog bij Glasgow Rangers en Bury FC.

## Interlandcarrière
Zijn wedstrijden voor het Noord-Iers voetbalelftal zijn ronduit succesvol te noemen en hij is topscorer geworden van de kwalificatiereeks voor het EK 2008. Met 13 goals in 11 wedstrijden is hij zelfs all-time recordhouder in een UEFA kwalificatiereeks. Het vorige record stond sinds 1996 op naam van Davor Šuker uit Kroatië, met 12 goals in 10 wedstrijden. Hij maakte zijn debuut voor de nationale ploeg op 23 februari 2000 in de vriendschappelijke uitwedstrijd tegen Luxemburg, net als Colin Murdock (Preston North End). De ploeg van bondscoach Sammy McIlroy won dat duel met 3-1 en Healy nam twee van de drie Noord-Ierse treffers voor zijn rekening in het Stade Josy Barthel. Healy speelde in 2013 zijn laatste interland en scoorde in totaal 36 keer in 95 wedstrijden voor Noord-Ierland.